# Rigidità della costituzione
Si parla di rigidità della costituzione, in diritto,  quando le disposizioni della stessa non possono essere integrate, modificate o abrogate se non con procedure diverse e più complesse (o, come si vuole dire, aggravate) rispetto a quelle previste per le leggi ordinarie (intese in senso formale, come atti del parlamento).
La costituzione italiana che possiede tale caratteristica è detta rigida, in contrapposizione alla costituzione flessibile le cui disposizioni possono essere, invece, integrate, modificate o abrogate con le stesse procedure previste per le leggi ordinarie.

## Caratteri generali
La rigidità della costituzione implica che per integrarla o modificarla è necessario un apposito atto normativo, la legge costituzionale, adottata con procedura aggravata rispetto alle altre leggi (dette leggi ordinarie). Costituzione e leggi costituzionali sono collocate in un grado superiore alla legge ordinaria nella gerarchia delle fonti del diritto, con la conseguenza che, ove la legge ordinaria contenesse disposizioni in contrasto con la costituzione o le leggi costituzionali, le stesse sarebbero invalide in virtù del principio espresso dal brocardo "lex superior derogat inferiori". Ciò, naturalmente, non esclude che la costituzione stessa possa autorizzare la deroga a proprie disposizioni da parte di una fonte subordinata, allorché ricorrano determinate condizioni, o disciplinare solo in parte certe fattispecie, demandando il completamento della disciplina ad una fonte subordinata (di solito la legge ordinaria o, negli ordinamenti che la prevedono, la legge organica collocata nella gerarchia delle fonti del diritto tra la legge ordinaria e la costituzione).
Al fine di rendere effettiva la rigidità della costituzione, deve essere previsto un controllo di legittimità costituzionale delle leggi ordinarie (e degli altri atti che hanno la stessa forza), attuato con modalità diverse nei vari ordinamenti; le costituzioni che prevedono tale controllo sono dette forti. Secondo taluni autori, la presenza di una costituzione rigida e del controllo di legittimità costituzionale determinerebbe un'evoluzione dello stato di diritto in quello che è stato denominato stato costituzionale di diritto.
Le costituzioni contemporanee sono quasi tutte rigide; l'eccezione più irrilevante è rappresentata dal Regno Unito dove, peraltro, la costituzione non è nemmeno costituita da un unico testo, risultando articolata in una pluralità di atti adottati nel corso dei secoli e dallo Stato d'Israele, dove si hanno varie "leggi fondamentali". In Italia è rigida l'attuale Costituzione, la cui revisione ed integrazione è disciplinata negli artt. 138 e 139; era, invece, considerato costituzione flessibile lo Statuto Albertino, sebbene non contenesse alcuna disposizione riguardo alla sua revisione, come del resto facevano le costituzioni octroyées del tempo, ed anzi nella premessa si proclamasse "legge fondamentale perpetua e irrevocabile della monarchia". 

## Forme di rigidità costituzionale

### Aggravamenti procedurali
L'aggravamento della procedura per l'adozione delle leggi costituzionali può essere realizzato in diversi modi:
- prevedendo che la legge costituzionale sia approvata, oltre che dal parlamento federale, da quelli di una certa quota di stati federati (ad esempio, negli Stati Uniti, i 3/4). Al riguardo, va tenuto presente che la partecipazione degli stati federati al procedimento di revisione costituzionale è carattere distintivo dello Stato federale;
- richiedendo per l'approvazione parlamentare della legge costituzionale una maggioranza superiore a quella richiesta per le leggi ordinarie (come una maggioranza qualificata dei 2/3 o dei 3/4);
- richiedendo che la legge costituzionale sia approvata dal parlamento due volte, separate da un certo intervallo di tempo (ad esempio, in Italia, tre mesi);
- prevedendo la partecipazione del corpo elettorale al procedimento. Tale partecipazione può avvenire:
  - in modo diretto, quando è previsto che la legge costituzionale possa o debba essere sottoposta a referendum popolare;
  - in modo indiretto, quando è previsto che la legge costituzionale non solo debba essere approvata due volte dal parlamento ma che la seconda approvazione debba intervenire dopo che si sono svolte le elezioni per il suo rinnovo e, quindi, in una legislatura successiva.

I predetti aggravamenti possono anche essere previsti in modo cumulativo (come negli Stati Uniti, dove è richiesta tanto la maggioranza qualificata dei 2/3 nel Congresso federale, quanto l'approvazione degli stati) o alternativo (come in Italia, dove in caso mancato raggiungimento della maggioranza qualificata, la legge può essere sottoposta a referendum popolare).

### Disposizioni non modificabili
Diverso dagli aggravamenti procedurali di cui si è detto è il caso in cui la costituzione non sia in alcun modo modificabile (salva l'adozione di una nuova costituzione): saremmo allora in presenza di una costituzione assolutamente immodificabile.
In genere le costituzioni non adottano questa soluzione, se non, al limite, per specifiche disposizioni, che dunque non sono modificabili nemmeno con legge costituzionale; tali disposizioni immodificabili possono essere indicate in modo espresso da altre disposizioni della costituzione oppure individuate in via interpretativa, in quanto esprimenti i principi supremi su cui si fonda la costituzione stessa. Le costituzioni con disposizioni di questo tipo sono, dunque, in parte immodificabili e in parte rigide; tra esse rientra anche la costituzione italiana vigente.
Va aggiunto che la presenza di disposizioni non modificabili non è necessariamente connessa alla rigidità della costituzione, sicché disposizioni del genere potrebbero anche essere contenute in una costituzione flessibile.

### Rigidità formale ed effettiva
Da quanto si è detto emerge che una costituzione può essere più o meno rigida. Va aggiunto che la rigidità effettiva della costituzione può essere maggiore o minore di quella formale. Infatti, in certi ordinamenti (come in Spagna o, fino ad un recente passato, in Italia) la modifica della costituzione è politicamente molto difficile, perché viene vista come un punto di equilibrio, il risultato di un compromesso tra le principali forze politiche del paese, sicché, al di là della maggioranza formalmente prevista, è comunque necessario il consenso di tutte queste forze per la sua modifica. Altrove, al contrario, la larga maggioranza detenuta in parlamento da un partito o da una coalizione rende agevole raggiungere la maggioranza, pur qualificata, prevista dalla costituzione, sicché può accadere che il parlamento adotti leggi costituzionali, in luogo di leggi ordinarie, al solo scopo di sottrarre le stesse al controllo di legittimità costituzionale (limitato, in tal caso, al rispetto di eventuali norme costituzionali della parte rigida, non modificabili nemmeno con legge costituzionale).
Un indebolimento, di fatto, della rigidità della costituzione può derivare anche dalla presenza di atti normativi sottratti al controllo di legittimità costituzionale, quali, in Italia, i regolamenti parlamentari. Sono sottratte a tale controllo anche le norme prodotte da organi sovranazionali (come quelli dell'Unione europea) che entrano automaticamente a far parte dell'ordinamento statale in virtù di clausole di adattamento automatico contenute nella costituzione; quando, invece, le norme sovranazionali entrano nell'ordinamento attraverso una legge di recepimento, la stessa può essere sottoposta a controllo di legittimità costituzionale ma, ove la norma da recepire sia in contrasto con la costituzione, si pone il dilemma se violare quest'ultima o gli obblighi assunti dallo Stato in sede internazionale